# Eclipse (álbum de Marcela Morelo)
Eclipse es el segundo álbum de estudio de la cantante argentina Marcela Morelo, grabado en 1999. A la larga incluye una edición especial sobre los productores Pumpin' Dolls (Juan Belmonte y Abel Arana) de Tormento de amor y Para toda la vida, también incluidos en sencillo en CD.

## Pistas
- 1. «Ponernos de acuerdo» - 4:30
- 2. «Luna bonita» - 4:17
- 3. «Tormento de amor» - 3:50
- 4. «Eclipse» - 4:01
- 5. «Te seguí» - 4:27
- 6. «Para toda la vida» - 3:50
- 7. «Otra oportunidad» - 4:35
- 8. «Lágrimas de hielo» - 3:47
- 9. «Abrázame» - 4:07
- 10. «No vale la pena» - 4:06
- 11. «Tormento de amor» (Pumpin' Dolls radio edit) - 4:06
- 12. «Para toda la vida» (Pumpin' Dolls radio edit) - 3:52

## Cortes de difusión
- «Ponernos de acuerdo» (1999)
- «Luna bonita» (1999)
- «Tormento de amor» (2000)
- «Para toda la vida» (2000)